# Deparia henryi
Deparia henryi är en majbräkenväxtart som först beskrevs av Bak., och fick sitt nu gällande namn av Masahiro Kato. Deparia henryi ingår i släktet Deparia och familjen Athyriaceae. Inga underarter finns listade.